# Сухояшское сельское поселение
Сухояшское сельское поселение — сельское поселение в Азнакаевском районе Татарстана. 
Административный центр — село Большой Сухояш.
В состав поселения входят 4 населённых пункта.

## Административное деление
- c. Большой Сухояш
- дер. Банки-Сухояш
- дер. Курай-Елга
- дер. Нижний Сухояш